# Indolence: a Poem
Indolence: a Poem – utwór osiemnastowiecznej angielskiej poetki Dorothei Celesii, opublikowany w 1772 w Londynie nakładem oficyny T. Becketa. Na stronie tytułowej nie podano nazwiska poetki, a jedynie sformułowanie, że jest ona autorką Almidy. Poemat został napisany dystychem bohaterskim (heroic couplet), czyli parzyście rymowanym pentametrem jambicznym.

Let loftier Poets touch a bolder string,
Hail, Indolence, thy powerful charms I sing;
In soothing strains majestically flow,
O teach these numbers without art to flow!
May they steal gently thro' each tranquil breast,
And lull by soft degrees the Soul to rest.